# Jeremy Davies
Jeremy Davies (ur. 8 października 1969 w Traverse City, w stanie Michigan) – amerykański aktor filmowy i telewizyjny.
Ukończył American Academy of Dramatic Arts w Pasadenie. Podczas studiów grywał małe role w serialach. Na dużym ekranie debiutował w melodramacie kryminalnym Guncrazy – Zawsze strzelaj dwa razy (Guncrazy, 1992) z Drew Barrymore. Za rolę Raymonda „Raya” Aibelliego w czarnej komedii Davida O. Russella Pobicie małpy (Spanking the Monkey, 1994) był nominowany nagrody Independent Spirit. Prawdziwym przełomem w karierze była rola kaprala Uphama w filmie Stevena Spielberga Szeregowiec Ryan (Saving Private Ryan, 1998), za którą zdobył nagrodę krytyków filmowych w Kansas City. Jako Snow w dramacie fantastycznonaukowym Stevena Soderbergha Solaris (2002) był nominowany do Nagrody Satelity dla najlepszego aktora drugoplanowego. Laureat Nagrody British Academy Games Awards za występ w grze za rolę głosową nordyckiego Baldura w God of War (2018).

## Filmografia

### Filmy
- 1992: Zawsze strzelaj dwa razy (Guncrazy) jako Bill
- 1994: Nell jako Billy Fisher
- 1994: Pobicie małpy (Spanking the Monkey) jako Ray Aibelli
- 1996: Twister jako Laurence
- 1997: Na całość (Going All the Way) jako Williard „Sonny” Burns
- 1997: Upalne lato (The Locusts) jako Flyboy
- 1998: Szeregowiec Ryan (Saving Private Ryan) jako kapral Timothy E. Upham
- 1999: Florentine jako Truby
- 1999: Drapieżcy (Ravenous) jako szeregowy Toffler
- 2000: Million Dollar Hotel (The Million Dollar Hotel) jako Tom Tom
- 2000: Ostatnie lato (Up at the Villa) jako Karl Richter
- 2001: Badania seksualne (Intimate Affairs) jako Oscar
- 2001: CQ jako Paul
- 2002: Teknolust jako Sandy
- 2002: 29 palm (29 Palms) jako włóczęga
- 2002: Sekretarka (Secretary) jako Peter
- 2002: Projekt Laramie (The Laramie Project) jako Jedadiah Schultz
- 2002: Solaris jako Snow
- 2002: W poszukiwaniu raju (Searching for Paradise) jako Adam
- 2003: Dogville jako Bill Henson
- 2005: Manderlay jako Niels
- 2006: Operacja Świt (Rescue Dawn) jako Eugene ‘Gene’ McBroom
- 2010: Całkiem zabawna historia (It’s Kind of a Funny Story) jako Smitty
- 2018: Dom, który zbudował Jack (The House That Jack Built) jako Al

### Filmy TV
- 1991: Najpierw strzelaj: policyjna zemsta (Shoot First: A Cop’s Vengeance) jako biały punk
- 1992: 1775 jako niechlujny dzieciak
- 2001: Spisek Atlantis (The Atlantis Conspiracy) jako Flush
- 2004: Helter Skelter jako Charles Manson

### Seriale TV
- 1991: Sen na (Dream On) jako Krokodyl #3
- 1992: Cudowne lata (The Wonder Years) jako chłopak
- 1992: Melrose Place jako Pete Stoller
- 1992: Cudowne lata (The Wonder Years) jako Eddie Horvath
- 1992: Szpital miejski (General Hospital) jako Roger
- 2008–2010: Zagubieni (Lost) jako Daniel Faraday
- 2010–2015: Bez przebaczenia (Justified) jako Dickie Bennett
- 2014: Constantine jako Ritchie Simpson
- 2016: Lucyfer (Lucifer) jako Nick Hoffman
- 2017: Jeździec bez głowy (The Sleepy Hollow) jako Malcolm Dreyfuss
- 2017: Amerykańscy bogowie jako Jezus Chrystus
- 2017: Twin Peaks jako Jimmy
- 2018: Flash jako dr John Deegan
- 2018: Arrow jako dr John Deegan
- 2018: Supergirl jako dr John Deegan

### Gry wideo
- 2018: God of War jako Baldur (głos)